# Michael Petroni
Michael Petroni (...) è uno sceneggiatore e regista australiano.

## Filmografia

### Cinema

#### Regista
- Trespasses - cortometraggio (1999)
- Till Human Voices Wake Us (2002)
- Boys Own Story - cortometraggio (2006)
- Backtrack (2015)

#### Sceneggiatore
- La regina dei dannati (Queen of the Damned), regia di Michael Rymer (2002)
- The Dangerous Lives of Altar Boys, regia di Peter Care (2002)
- Till Human Voices Wake Us, regia di Michael Petroni (2002)
- Boys Own Story, regia di Michael Petroni - cortometraggio (2006)
- Possession, regia di Joel Bergvall e Simon Sandquist (2009)
- Le cronache di Narnia - Il viaggio del veliero (The Chronicles of Narnia: The Voyage of the Dawn Treader), regia di Michael Apted (2010)
- Il rito (The Rite), regia di Mikael Håfström (2011)
- Storia di una ladra di libri (The Book Thief), regia di Brian Percival (2013)
- Backtrack, regia di Michael Petroni (2015)

### Televisione

#### Regista
- Masters of Science Fiction – serie TV, 1x02 (2007)

#### Sceneggiatore
- DAAS Kapital – serie TV, 14 episodi (2002)
- Masters of Science Fiction – serie TV, 1x02 (2007)
- Miracles – serie TV, 13 episodi (2003)
- Messiah – serie TV, 10 episodi (2020)